# Роже де Сен-Поль

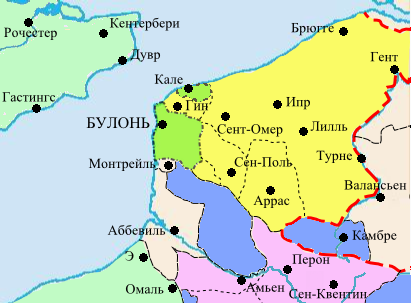
Графство Сен-Поль в XII веке
Территория графства Булонь
Прочие территории Фландрского графства
Англо-Нормандская монархия
Владения графов Вермандуа
Церковные земли

Роже (фр. Roger de Saint-Pol; умер в 1067) — первый граф де Сен-Поль.

## Биография
Вассал графов Булони, которые, в свою очередь, были вассалами графов Фландрии.
До него в «Historia Comitum Ghisnensium» в качестве правителя Сен-Поля упоминает в начале XI века некоего Гуго I, дочь которого Розелла вышла замуж за Рауля, графа Гина.
Происхождение Роже не выяснено. На основании ономастики (сочетание имён Роже и Манассе) можно предположить, что он родом из Шампани.
Впервые упоминается с графским титулом в хартии 1031 года.
Захватил принадлежавшую аббатству Сен-Бертен землю Ошен, в двух лье от Сен-Поля. В 1051 году аббатство признало эту землю в его пожизненном владении.
Жену Роже де Сен-Поля звали Хадвида (Хавиза). Известны двое их сыновей:
- Манассе, ум. между 1051 и 1067
- Робер, ум. до 1051

В 1091 году графами Сен-Поля названы братья Ги I и Гуго II. Каковы их родственные отношения с Роже, не выяснено.